# БМВ Серия 8 (E31)
„БМВ Серия 8 E31“ (BMW 8er E31) е модел гран туризмо автомобили (сегмент S) на германската компания „БМВ“, произвеждан през 1989 – 1999 година. Купе с 2 врати, предлагано с V8 или V12 бензинови двигатели, моделът се опитва да навлезе в нова за „БМВ“ пазарна ниша, като включва и множество нови технологии. Въпреки това моделът няма голям търговски успех, като според мнозина е изпреварил времето си.
„БМВ“ подновява използването на марката „Серия 8“ с влезлия в производство през 2018 година модел „G15“, който обаче освен гран туризмо трябва да има и варианти на кабриолет и фастбек.

## Разработка на модела
Идеята за купе от по-горен клас идва още през 1981 г., но „зелена светлина“ получава чак през 1984 г. В централата на BMW се водят много спорове, защото никой не е сигурен дали след 6 години ще има търсене на кола която струва 140 000 марки (70 000 евро). 850 не е просто подобрение на вече съществуваща кола, а е изцяло нов проект започващ от „а и б“, което прави решението за производството на модела доста рисковано.
Две години по късно, четири години преди премиерата на модела, дизайнът на колата е завършен и започва конструкцията на модела. През 1987 г. BMW прави първите прототипи след дизайнерския период и решава, че аеродинамичността е достатъчно добра без модела да се нуждае от подобрения. Първият прототип всъщност бил годен за каране, а цената му била два милиона марки. Всяка следваща тестова кола не е много по-евтина от милион и половина марки, те са построени изцяло на ръка и всички части се правят по поръчка. Много от тези модели завършват в стената на краш тестовете.
Един от тези модели е представен от BMW на 15 юни 1989 г. в Мюнхен.
На 4 юли същата година е официалният тест на колата, който се провежда на пистата Нюрбургринг (Nürburgring), изминатите там 8000 km отговарят на 150 000 km, всекидневно ползване. В края на август почват и тестовете в Америка, с американско гориво. Следват най-жестоките за времето си тестове от -20 до +50 °C за по-малко от 24 часа, шофиране на големи височини следващо от ниски, оставянето на черно боядисана кола да работи на 42 °C температура на въздуха на празен ход с часове, както и часове на непрекъснато шофиране с максимална скорост.
Два месеца по-късно във Франкфурт на изложението на IAA е официалната премиера на модела. Успехът е голям – повече от 5000 поръчки за по-малко от осем дни и това е дори преди колата да е почнала масово производство, което започва на 4 февруари 1990 г.; а периода на изчакване за автомобил е 3 години.
Цялата стойност на проекта 8-а серия е повече от 1 милиард марки (500 млн. евро).

## Модели

### BMW 830i

#### 04/1992 – 12/1999
BMW 830 е било проектирано като базово ниво за 8-а серия. Произведени са 18 прототипа, които били унищожени след това, двигателят използван в този модел никога не е стигнал до масово производство и BMW са спрели проекта по развиването му.

### BMW 840Ci

#### 01/1995 – 05/1999, V8 (M62)
Само две години след представянето на 850i, продажбите са намалели с 2/3. BMW трябва да направи 8-а серия по-привлекателна и включва V-образен 8-цилиндров двигател в производство M60; двигателят е с обем 4 литра и мощност 286 к.с.
През 1995 г. двигателят се усъвършенства, обема е увеличен до 4,4 литра-M62, решен е проблема с американското гориво, което има висока концентрация на сяра, създаващо проблеми дотогава.
Моделът 840 се предлага с 4-степенна автоматична скоростна кутия или с шестстепенна механична.

### BMW 850i

#### 05/1989 – 12/1992, V12 (M70)
След представянето си през 1990 г. е една от ако ли не и най-усъвършенстваната кола на своето време. За първи път се предлага 12-цилиндров двигател в комбинация с 6-степенна скоростна кутия. Ел. регулируемите седалки с памет, „integral“ задна ос (която е доусъвършенствана в 850CSi) и все още уникалната комбинация от къси, дълги светлини и фарове за мъгла в едно цяло, в прибиращи се фарове.
850i се продавало оборудвано с 4-степенна автоматична скоростна кутия или с шестстепенна механична.

### BMW 850Ci

#### 02/1994 – 05/1999, V12 (M73)
Доста е трудно да намериш разликата между 850i и 850Ci. Може да се види от продуктовия каталог на BMW, че продукцията на тези 2 модела се пресича, за осем месеца и подобрението до М73, не се отбелязва с нов символ или индекс. Дори BMW си противоречи, защото в упътването на водача за BMW 850Csi се казва, че 850Ci се предлага с V12-300hp двигател (M70). А в продуктовата гама на BMW пише, че „Ci“ се предлага само с 326hp М73. Това е доста голямо объркване за собствениците на този автомобил, но има една малка разлика, по която можете да се разбере коя точно модификация е: колите с М70 се оборудват с 4-степенна автоматична и 6-степенна ръчна скоростна кутия, а М73 се предлага само с 5-степенен автоматик, като няма варианти с ръчни скорости.
С представянето на 850CSi BMW прибавя „C“ (coupe), по този начин 850i става 850Ci. Следователно 850Ci с 4-степенна или 6-степенна скоростна кутия е 850i с единствена разлика промяна в името. При 850CSi, („S“ – sport), се предполага, че е използвано това обозначение като напомняне за легендарния модел 635CSi.
През 1993 г. М73ci получава адаптивна скоростна кутия, падащи облегалки на задните седалки и чанта за ски в багажника.

### BMW 850CSi

#### 08/1992 – 11/1996, V12 (S70)
850Csi продължава с традицията да обърква собствениците си какво карат, М8 се споменава доста често и то не без причина. 850CSi е истинска М-ка (не само защото има двигател разработен от М – Motorsport дивизията на BMW индекса S, в двигателната гама на BMW се използва само за М-кови двигатели). Ако хвърлим един поглед към VIN на колата ще видим, че започва с WBS (BMW MOTORSPORT) (при останалите 850-ци е WBA – BMW AG), но колата не е била напълно развита от М дивизията на BMW, за разлика от истинското М8, което за огромно съжаление на всички фенове остава само прототип. Има много слухове за М8, които са били купени от колекционери от BMW – М, но това са само слухове, защото на снимките на прототипа се вижда, че няма фарове, а в Германия по закон няма право да се продаде кола, която не е годна за движение по пътищата.
Вероятно нещото, което прави 850Csi толкова специален, е хидравличното завиване на 4-те колела на автомобила. Това е стандартна екстра за всички автомобили от този вид произведени в Европа и опция за американските. При нормално завиване задните гуми ще почнат да завиват (с много по-малък ъгъл от предните), сензори изчисляват какви сили действат на задните колела, и когато тези сили достигнат определена граница компютърен модул дава команда за връщането им в нормално положение.
След представянето на системата тя е опция и за останалите 850-ци, но цената и била 12 500 марки през 1992 година. Така че 850, което не е Csi и има управление на четирите колела, е един от най-редките автомобили в света. По неофициални данни клиентите поискали тази опция са 32-ма, BMW не потвърждава тези цифри.

### BMW M8

#### 1990, V12 (S70/1), 6.0 l, 550 hp
850М е трябвало да бъде направено от леки сплави с цел намаляване на теглото, целейки се в титлата Ферари-убиец, но никога не достига до широката публика, като причините са много. Сложността на проекта и най-вече цената – дотогава разработката на 8-ата е струвала на „BMW“ половин милиард. От 850М има само един прототип, но двигателят е закупен от McLaren и доразработен, за да бъде сърцето на McLaren F1. Друга причина, поради която сега не можем да се радваме на тази кола, е липсата на пазар по това време за подобен автомобил, цената му е щяла да бъде колосална, за това BMW слагат край на проекта.
BMW 850М е най-добре пазената тайна, по заповед на главния мениджър на BMW абсолютно никой не трябва да вижда колата или да разбира някаква информация.
Прототипът никога не бил безопасен за каране, за това говори и липсата на фарове, а на въпроса, защо не е в музея на BMW, те отговарят че не е добър дори за това.
850Csi по документи и VIN се води М8, но от това няма много полза предвид каква кола е можела да бъде истинската M8. Двигателят S70 говори сам за себе си, като McLaren F1 държи рекорда за най-висока скорост цели седем години, а ентусиасти са „изцеждали“ 1000 hp при 10 000 оборота.
- S705576 cm³380 hp, 24V, 850CSi1992
- S70/1about 6000 cm³550 hp, 48V(?), M8 прототип 1990 г.
- S70/26064 cm³627 hp, 48V, McLaren F11993
- S70/36064 cm³635 hp, 48V, McLaren F11996

### Alpina B12
- Тунинг къщата Alpina пуска версия на базата на 850CSi – B12 Alpina, който се предлага в два варианта Alpina B12 5.0 Coupé и Alpina B12 5.7 Coupé.

#### Alpina B12 5.0 Coupé
- 06/1990 – 05/1994, V12 (M70)

Тази версия на Alpina се предлага с обем на двигателя 5,0 l и мощност 350 конски сили, версията се предлага само с 4-степенна автоматична скоростна кутия.

#### Alpina B12 5.7 Coupé
- 11/1992 – 12/1996, V12 (S70)

Тази по-нова версия е оборудвана с по-мощен двигател който е с обем 5,7 l и разполага с 416 конски сили и се предлага само с 6-степенна скоростна кутия.

### Racing Dynamics K55, SportCoupe
Racing Dynamics от Милано са единствените италианци, на които е позволено да правят тунинг за BMW. Те тунинговат само 40 екземпляра от суперспециалната 8-а серия. За големия 5-литров двигател с 12 цилиндъра конете, с които излиза от завода – 299 конски сили, не са чак толкова много. Италианците увеличават обема на двигателя до 5,5 l чрез нови цилиндрови глави, пипват окачването и сменят цялата изпусквателна система – цената на колата набъбва, но мощността ѝ скача от 299 на 401 к.с. Създадени са само 40 бройки, които бързо са продадени на най-големите фенове на марката.

### Ограничени издания
- 840 CiA „M Individual“ (Япония) 298 ex (05/1996 – 04/1999)
- 840 Ci спортна (Белгия) 1 ex (03/1999)
- 840 CiA спортна (Обединено кралство и Белгия) 3 ex Белгия, 1062 UK (03/1997 – 05/1999 UK) (10/1998 – 05/1999 Белгия)
- 850 CiA платинена (Близкия изток) (1998 – 1999) 59 ex
- 850 CiA 5.4 алпина (Близкия изток) (1998 – 1999) 10 ex
- 850 CiA спортна (Belgium) (05/1999) 1 ex

## Моторен спорт
8-а серия е много рядък автомобил, в каквато и да е форма при моторните спортове. Въпреки това един от най-добрите примери е построен от Wagenstetter Motorsport, състезавала се в Нюрбургинския VLN шампионат. Базирана е на 840i, но с E39 M5 5,0-литров V8 двигател, който имал 555 bhp (414 kW; 563 PS) и 472 lb·ft (640 Nm) ускорение и шестстепена скоростна кутия.

## Силово предаване и продукция на данни
| Модел   | МГ Глобално | МГ USA/CDN | Год производство | Двигател   | Звук            | Двигател сплав | Мощност                 | Ускорение           | 0 to 100 km/h | Обща продукция | Продукция USA/CDN |
| ------- | ----------- | ---------- | ---------------- | ---------- | --------------- | -------------- | ----------------------- | ------------------- | ------------- | -------------- | ----------------- |
| 830Ci   | 1992        | –          | 1992             | M60B30 V8  | 2997 cc (3 L)   | Nikasil        | 160 kW (218 PS; 215 hp) | 290 N·m (210 lb·ft) | –             | 18             | –                 |
| 840Ci   | 1993 – 95   | 1994 – 95  | 1992 – 96        | M60B40 V8  | 3982 cc (4 L)   | Nikasil        | 210 kW (286 PS; 282 hp) | 400 N·m (300 lb·ft) | 6.9s          | 4728           | 1649              |
| 840Ci   | 1996 – 99   | 1996 – 97  | 1995 – 99        | M62B44 V8  | 4398 cc (4.4 L) | Alusil         | 210 kW (286 PS; 282 hp) | 420 N·m (310 lb·ft) | 6.6s          | 3075           | 801               |
| 850i/Ci | 1990 – 94   | 1991 – 94  | 1989 – 94        | M70B50 V12 | 4988 cc (5 L)   | Alusil         | 220 kW (299 PS; 295 hp) | 450 N·m (330 lb·ft) | 6.8s          | 20 072         | 4194              |
| 850Ci   | 1995 – 99   | 1995 – 97  | 1994 – 99        | M73B54 V12 | 5379 cc (5.4 L) | Alusil         | 240 kW (326 PS; 322 hp) | 490 N·m (360 lb·ft) | 6.3s          | 1218           | 363               |
| 850CSi  | 1992 – 96   | 1994 – 95  | 1992 – 96        | S70B56 V12 | 5576 cc (5.6 L) | Alusil         | 280 kW (381 PS; 375 hp) | 550 N·m (410 lb·ft) | 5.6s          | 1510           | 225               |
| M8      | –           | –          | 1990             | S70/1 V12  | ≈6000 cc (6 L)  | Alusil         | 410 kW (557 PS; 550 hp) | неразкрита          | –             | 1 прототип     | –                 |

### Трансмисия
840Ci (V8), моделите са оборудвани с 5-степена автоматична трансмисия. 850i/850Ci (V12) моделите, всяка от която оборудвана с 4-степена автоматична трансмисия, 5-степена автоматична трансмисия или 6-степена ръчна трансмисия. 850CSi е модел с 6-степена ръчна трансмисия.

### Икономия на горивото
1997 г., Американска агенция по опазване на околната среда оценява автомобили оборудвани с автоматична скоростна кутия.
840Ci
- Вид икономия: Премия

градско: 15 мили на американски галон (16 L/100 km; 18 mpg-imp)
магистрално: 20 мили на американски галон (12 L/100 km; 24 mpg-imp)
комбинирано: 17 мили на американски галон (14 L/100 km; 20 mpg-imp)
850Ci
- Вид икономия: Премия

градско: 14 мили на американски галон (17 L/100 km; 17 mpg-imp)
магистрално: 20 мили на американски галон (12 L/100 km; 24 mpg-imp)
комбинирано: 16 мили на американски галон (15 L/100 km; 19 mpg-imp)